# 西斯山脈

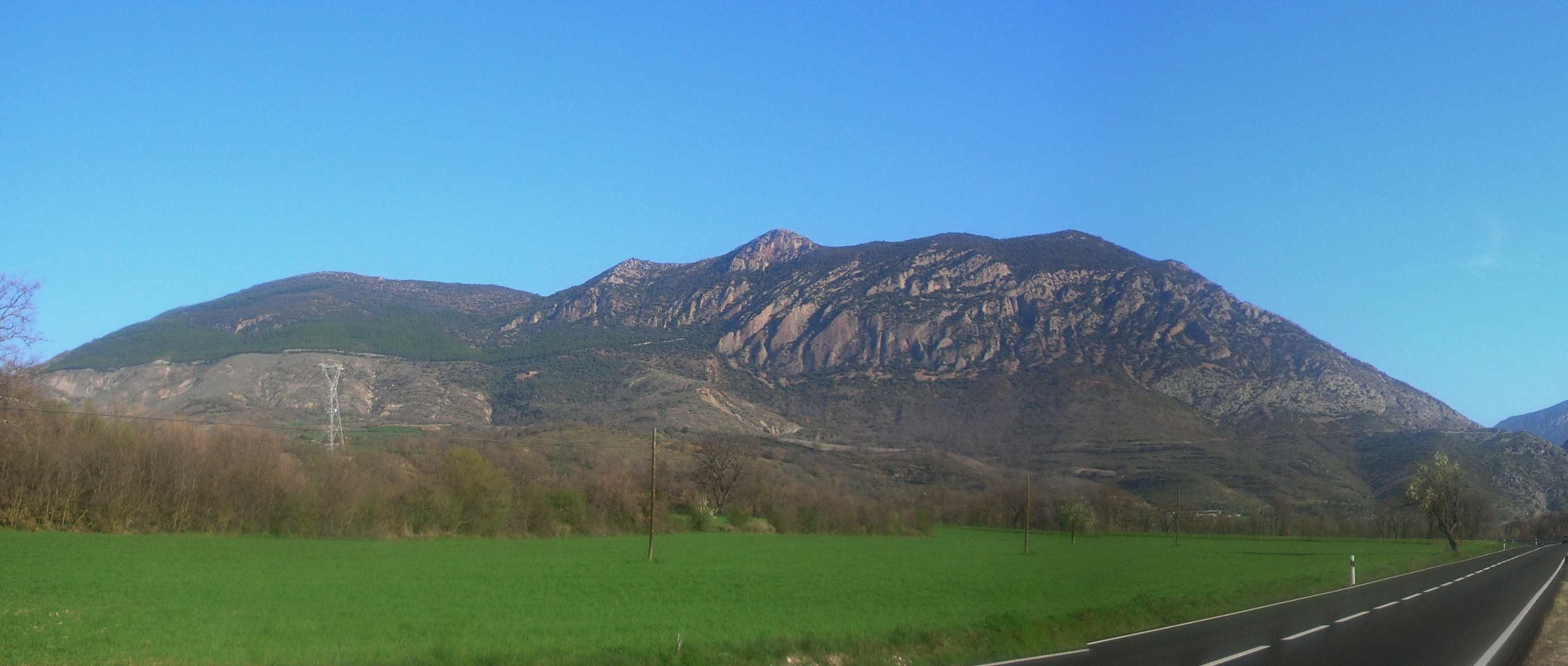

42°24′41″N 0°38′39″E / 42.41139°N 0.64417°E
西斯山脈（西班牙語：Sierra de Sis），是西班牙的山脈，位於該國東北部阿拉貢自治區，屬於前比利牛斯山山麓的一部分，長28公里，最高點海拔高度1,791米，山體由礫岩組成。